# Ендел Нелис
Ендел Нелис (на естонски: Endel Nelis) е естонски треньор и състезател по фехтовка.

## Биография
Нелис е роден на 28 септември 1925 г. в Карусе, Естония. Учи в гимназията в Пярну. След завършването на десети клас е мобилизиран в Естонския легион. Завършва образование за гимназиален учител задочно. През 1946 – 47 г. следва в Ленинградския университет за физическа култура, спорт и здраве „П.Ф. Лесгафт“. През 1950 г. завършва факултета по спортни науки в Тартуския университет. Тренира фехтовка при Ерих Лукини. Част от известния естонски отбор по сабя от 1950 до 1966 г. През 1955 и 1961 г. е шампион на Естония. От 1958 г. е съдия. От 1950 до 1968 г. работи в гимназия в Хаапсалу като учител по физическо възпитание и провежда тренировки по фехтовка. От 1968 до 1969 г. е директор на училището, а от 1969 до смъртта си през 1993 г. е старши треньор. През 1967 г. е удостоен със званието „Заслужил треньор на Естонската ССР“. От 1953 до 1993 г. е член на управителния съвет на Естонската федерация по фехтовка, като от 1991 до 1993 г. е неин председател. Основава спортно училище, има публикации в спортни вестници и ежедневници. Умира на 12 април 1993 г. в Хаапсалу. 

## Известни ученици
Олев Пиирсалу (Olev Piirsalu), Рейн Камарик (Rein Kamarik), Борис Йофе (Boris Joffe), Валери Росар (Valeri Rossar), Кайдо Куур (Kaido Kuur), Пеетер Нелис (Peeter Nelis), Андрес Липсток (Andres Lipstok), Антс Веетъусме (Ants Veetõusme). 

## Семейство
Женен е за Илме Нелис, с която имат син, Пеетер (роден през 1953 г.) и дъщеря, Хелен (родена през 1961 г.), които са треньори по фехтовка. 

## В културата
Ендел Нелис е прототип за главния герой в естонско-финландско-германския филм от 2015 г. „Фехтовачът“ (Miekkailija).